# Suvadivská republika
Suvadivská republika byla v letech 1959-1963 nezávislým státem. V roce 1963 republika zanikla. Dnes je součástí souostroví Maledivy. Republika se rozkládala na třech jižních maledivských atolech Addu, Huvadu a Fuahmulah.
Po druhé světové válce, kdy Maledivy byly britskou kolonií a na ostrově Gan používali vojenské letiště, požadoval předseda vlády Malediv Ibrahim Násir nezávislost souostroví a také opuštění vojenského letiště a základny, což se nelíbilo místním obyvatelům, kteří krom jiného se také obávali ztráty zaměstnání na základně a proto vojenský tlumočník Abdulláh Afíf Didi vyhlásil 3. ledna 1959 nezávislost atolů Addu, Huvadu a Fuahmulah na Maledivách. Nezávislé území bylo pojmenováno jako Suvadivská republika. Hlavním městem bylo město Hithadhoo. Prezidentem byl zvolen Abdulláh Afíf Didi. Ibrahim Násir protestoval u britské vlády, která uznala nedělitelnost Malediv, za což Británie dostala možnost užívat letiště na ostrově Gan do doby než byla vybudována základna na ostrově Diego García. Republika definitivně zanikla 23. září 1963. Všichni, kteří republiku zakládali, dostali na základě dohod amnestii a Abdulláh Afíf Didi byl pod ochranou Velké Británie přemístěn na Seychely, kde žil až do své smrti roku 1993. Maledivy samostatnost získaly v roce 1965. Letiště na ostrově Gan Britové definitivně opustili v roce 1976.